# Sympathy for the Record Industry
La Sympathy for the Record Industry (chiamata anche Sympathy Records o Sympathy 4 the R.I.) è un'etichetta indipendente statunitense, fondata nel 1988 da Long Gone John, che si occupa prevalentemente di punk e garage rock. L'etichetta ha un catalogo di più di 750 pubblicazioni e ha la sua sede a Long Beach.
La Sympathy ha lanciato molti artisti conosciuti tra cui The White Stripes, The Electrocutes, Donnas e Hole.
Altre band di rilievo che hanno pubblicato con l'etichetta sono Scarling., Miss Derringer, The Muffs, Buck, The (International) Noise Conspiracy, The Von Bondies, Rocket from the Crypt, Billy Childish, Turbonegro, April March, Dwarves, Suicide, The Gun Club, Inger Lorre, Man or Astro-man? e Redd Kross.

## Artisti
- The 5.6.7.8's
- Acid King
- April March
- Bad Religion
- Dwarves
- GG Allin
- Hole
- Lunachicks
- Melvins
- Man Or Astroman?
- New York Dolls
- Red Aunts
- Redd Kross
- Rocket from the Crypt
- Supernova
- The Detroit Cobras
- The Gun Club
- The (International) Noise Conspiracy
- The White Stripes
- Turbonegro
- Von Bondies